# داگلاس بی-۱۸ بولو
داگلاس بی-۱۸ بولو (به انگلیسی: Douglas B-18 Bolo) یک هواپیمای ساختِ کارخانهٔ شرکت هواپیماسازی داگلاس در کشور ایالات متحده آمریکا است که در سال ۱۹۳۶ ساخته شد. نخستین استفاده‌کنندهٔ این هواپیما تفنگداران هوایی ارتش ایالات متحده آمریکا بوده‌است. این هواپیما برای نخستین بار در ۱ آوریل ۱۹۳۵ میلادی مورد استفاده قرار گرفت.